# Suburbanisatie
Suburbanisatie is de migratie van mensen vanuit de stad naar het omringende platteland, waardoor dit geconfronteerd wordt met een verhoogde urbanisatie.
Als reden kan men meerdere factoren aanwijzen: door de stijging van de welvaart konden mensen zich auto's en duurdere huizen buiten de stad veroorloven, ruimte voor een tuin, de woningkwaliteit in de steden liep achteruit of omdat bedrijven zich buiten de steden langs belangrijke verkeeraders gingen vestigen. Hier ontstonden bedrijventerreinen, de zogenaamde central business districts of CBD's. Ook dit laatste valt onder suburbanisatie. Ook werden de kleinschalige winkels in de steden vervangen door grote winkelcentra aan de rand daarvan (weidewinkels), hoewel dit fenomeen in Nederland minder sterk is dan omliggende landen.
Nederland hield met dit fenomeen rekening door een aantal groeikernen aan te wijzen: kleinere gemeenten die de suburbanisatie van een of meerdere nabijgelegen steden moeten opvangen door te groeien en aldus huisvesting te bieden.
Suburbanisatie werd gestimuleerd door de groeiende mobiliteit van de bevolking. Hierdoor konden mensen in de stad werken en buiten de stad wonen. Het begrip forens is dus sterk gekoppeld aan suburbanisatie. Doordat vooral de beter opgeleide midden- en hogere inkomens uit de stad trokken, daalde het gemiddelde opleidings- en inkomensniveau van de stad.
Soms leidde dit zelfs tot grootschalige leegstand, zoals in de grotere steden in het noordoosten van de Verenigde Staten. In dat geval is er sprake van desurbanisatie of ontstedelijking. Hierdoor daalde eveneens de gemeentelijke belastingopbrengst, met als bijkomend resultaat in sommige gevallen verloedering van binnensteden. Hoewel in sommige gevallen dit probleem kan worden opgevangen door de vrijkomende ruimte beschikbaar te stellen als kantoorruimte, betekent dit dat weer fors geïnvesteerd moet worden in de bereikbaarheid van de (binnen)stad. Een ander gevolg is het ontstaan van zogenaamde slaapsteden: (voor)steden die overdag een nagenoeg uitgestorven indruk maken doordat iedereen in nabije grotere steden werkt. Bovendien groeien deze steden op den duur min of meer aan de stad vast waardoor een grote agglomeratie ontstaat.
Door re-urbanisatie in de jaren tachtig en daarna werd dit proces deels een halt toegeroepen. Suburbanisatie komt vooral in de westerse wereld voor, daar buiten ligt de nadruk nog steeds op urbanisatie. In Nederland was de grootste suburbanisatiegolf in de jaren zestig en zeventig.